# Turistická značená trasa 4857
 Turistická značená trasa 4857 je 4,5 km dlouhá zeleně značená trasa Klubu českých turistů v Jablunkovském mezihoří a v okrese Frýdek-Místek spojující hlavní hřebenovou trasu pohoří s česko-polským hraničním přechodem v Bukovci. Převažující směr trasy je severovýchodní.

## Průběh trasy
Turistická trasa má svůj počátek v osadě Komorovský Gruň na rozcestí s červeně značenou trasou 0620 z Mostů u Jablunkova do Nýdku. Nejprve vede loukami po asfaltové komunikaci k východu k samotě Dílek a to v souběhu s rovněž zde výchozí žlutě značenou trasou 7890 vedoucí do Hrčavy. Od Dílku již trasa pokračuje samostatně severovýchodním směrem a postupně klesá po asfaltové komunikaci střídavě lesem a pastvinami k samotě Za Chrastím a dále do osady Za Kempou. Zde vede okrajem přírodní rezervace Bukovec, kde odbočuje krátká naučná stezka k nedalekému nejvýchodnějšímu bodu Česka. Trasa 4857 odtud klesá severním směrem do údolí Olešky, kde končí u hraničního přechodu Bukovec - Jistebná bez návaznosti na žádnou další turistickou trasu.

## Turistické zajímavosti na trase
- Vyhlídkové místo u Komorovského Gruně
- Přírodní rezervace Bukovec s naučnou stezkou vedoucí k nejvýchodnějšímu bodu Česka